# Seahorse Standard
Le Seahorse Standard était un navire polyvalent exploité par Defence Maritime Services sous contrat avec la Royal Australian Navy (RAN). Il était basé à HMAS Stirling en Australie-Occidentale.
Le navire a été engagé en mars 2014 dans la recherche du vol Malaysia Airlines 370 dans le sud de l’océan Indien.
Dans le cadre des fonctions du Seahorse Standard lorsqu’il était basé à HMAS Stirling, il a été chargé de navire de soutien à l’évacuation et au sauvetage sous-marin.